# باول جونسون (لاعب دوري الرغبي نيوزيلندي)
باول جونسون (بالإنجليزية: Paul Johnson)‏ هو لاعب دوري الرغبي نيوزيلندي، ولد في 24 يوليو 1970.